# Бахшиш, Ибраим
Ибраим Бахшиш (1907, Алушта — 14 сентября 1951, Воркута, Коми АССР) — советский крымскотатарский поэт, переводчик и педагог. Член Союза писателей СССР (1936). Коллаборационист.

## Биография
Родился в 1907 году в Алуште.
Учился в Крымском татарском педагогическом техникуме и Ялтинском педагогическом техникуме. С 1928 года работал учителем. Преподавал в Крымскотатарской образцово-показательной школе № 13 в Симферополе.
Автор ряда поэтических сборников и учебников. В 1930-е годы вместе с Юсуфом Болатом написал пьесы «Колкозлашкъан койде» («В селе, где образовали колхоз», 1934), «Арзы къыз» («Девушка Арзы»), «Алим» (обе — 1938). С 1936 года — член Союза писателей СССР. Автор переводов на крымскотатарский произведений Владимира Маяковского, Корнея Чуковского, Самуила Маршака и Валентина Катаева.
В начале Великой Отечественной войны попал в плен в районе Гурзуфа. Благодаря отцу, который ходатайствовал перед коллаборационистским мусульманским комитетом, Бахшиш вышел на свободу. После освобождения сотрудничал с мусульманским комитетом, печатался в газете «Азат Кърым» («Свободный Крым»).
После освобождения полуострова в 1944 году был арестован. Скончался 14 сентября 1951 года в одной из тюрем Воркуты.
Посмертно награждён почётным званием «Выдающийся алуштинец».

## Произведения
- Яш фиданлар. 1934
- Йырлайым. 1936
- Тапмаджалар. 1937
- Къырымтатар йырлары. 1940 (соавтор.)
- Йырла, дей Ватан. 1940
- Балалар ичюн тапмаджалар. 1941